# Yosuke Fujigaya
Yosuke Fujigaya (Shizuoka, 13 februari 1981) is een Japans voetballer.

## Carrière
Yosuke Fujigaya speelde tussen 1999 en 2004 voor Consadole Sapporo. Hij tekende in 2005 bij Gamba Osaka.